# Hell's House
Hell's House (bra: A Casa Infernal) é um filme pre-Code estadunidense de 1932, do gênero drama criminal, dirigido por Howard Higgin, e estrelado por Bette Davis e Pat O'Brien. O roteiro de Paul Gangelin e B. Harrison Orkow, ambientado durante os últimos dias da era da Lei Seca, é baseado em uma história de Higgin.

## Sinopse
Jimmy Mason (Junior Durkin), um fazendeiro, se muda para a cidade após a morte de sua mãe. Deslumbrado com a conversa suave do contrabandista astuto Matt Kelly (Pat O'Brien) e sua bela namorada Peggy Gardner (Bette Davis), o rapaz ingênuo entra em conflito com a lei e acaba em um reformatório brutal.

## Elenco
Na ordem dos créditos:
- Bette Davis como Peggy Gardner
- Pat O'Brien como Matt Kelly
- Junior Durkin como Jimmy Mason
- Frank Coghlan, Jr. como Shorty
- Emma Dunn como Emma Clark
- Charley Grapewin como Henry Clark
- Morgan Wallace como Frank Gebhardt
- Hooper Atchley como Capitão da Guarda
- Wallis Clark como Juiz Robinson
- James A. Marcus como Superintendente Charles Thompson

## Produção
O filme, gravado em treze dias, originalmente foi intitulado "Juvenile Court". Bette Davis foi emprestada para B. F. Zeidman Productions Ltd. pela Universal Pictures, e após a conclusão da produção, o chefe do estúdio Carl Laemmle, Jr. permitiu a opção de emprestá-la algumas vezes em produções futuras. Ela estava se preparando para retornar à cidade de Nova Iorque quando George Arliss ofereceu-lhe o papel da ingênua Grace em "The Man Who Played God".

## Recepção
Em sua crítica para o The New York Times, Mordaunt Hall observou: "A tentativa de criticar as escolas reformistas ... dificilmente é adulta em seu ataque, mas tem alguns interlúdios moderadamente interessantes ... A direção deste filme é antiquada. Pat O'Brien ... atua de forma forçada. A atuação do jovem Durkin é sincera, assim como a de Bette Davis como Peggy".